# Lijst van topschutters van Club Brugge
Deze lijst omvat de topschutters van Club Brugge, gerangschikt volgens seizoen. De lijst is onderverdeeld in competitie (Eerste Klasse), Beker van België en Europese wedstrijden.

## Competitie
Hieronder staan de topschutters per seizoen gerangschikt. Het gaat enkel om de doelpunten die gemaakt werden in de Belgische competitie. De namen met een blauwe achtergrond werden ook topschutter in de competitie.
| Seizoen | Topschutter                         | Goals |
| ------- | ----------------------------------- | ----- |
| 1959/60 | Roger Vangansbeke Fernand Goyvaerts | 8     |
| 1960/61 | Fernand Goyvaerts                   | 10    |
| 1961/62 | Roger Vangansbeke                   | 13    |
| 1962/63 | Antoine Van Poelvoorde              | 15    |
| 1963/64 | Johny Thio                          | 12    |
| 1964/65 | Raoul Lambert                       | 15    |
| 1965/66 | Raoul Lambert                       | 24    |
| 1966/67 | Raoul Lambert                       | 19    |
| 1967/68 | Johny Thio Raoul Lambert            | 11    |
| 1968/69 | Gilbert Bailliu Raoul Lambert       | 12    |
| 1969/70 | Raoul Lambert                       | 24    |
| 1970/71 | Raoul Lambert                       | 19    |
| 1971/72 | Raoul Lambert                       | 17    |
| 1972/73 | Ruud Geels                          | 10    |
| 1973/74 | Johan Devrindt                      | 19    |
| 1974/75 | Raoul Lambert                       | 18    |
| 1975/76 | Raoul Lambert                       | 19    |
| 1976/77 | Roger Davies                        | 14    |
| 1977/78 | René Vandereycken                   | 12    |
| 1978/79 | Jan Ceulemans                       | 13    |
| 1979/80 | Jan Ceulemans                       | 29    |
| 1980/81 | Jan Sörensen                        | 14    |
| 1981/82 | Jan Sörensen                        | 14    |
| 1982/83 | Jan Ceulemans                       | 14    |
| 1983/84 | Willy Wellens                       | 21    |
| 1984/85 | Marc Degryse                        | 21    |
| 1985/86 | Jean-Pierre Papin                   | 20    |
| 1986/87 | Marc Degryse                        | 15    |
| 1987/88 | Marc Degryse                        | 22    |

| Seizoen  | Topschutter                    | Goals |
| -------- | ------------------------------ | ----- |
| 1988/89  | Jan Ceulemans                  | 14    |
| 1989/90  | Frank Farina                   | 24    |
| 1990/91  | Jan Ceulemans                  | 14    |
| 1991/92  | Foeke Booy                     | 20    |
| 1992/93  | Gert Verheyen                  | 13    |
| 1993/94  | Daniel Amokachi                | 14    |
| 1994/95  | Gert Verheyen Lorenzo Staelens | 15    |
| 1995/96  | Mario Stanić                   | 20    |
| 1996/97  | Robert Špehar                  | 26    |
| 1997/98  | Gert Verheyen Gert Claessens   | 13    |
| 1998/99  | Gert Claessens                 | 10    |
| 1999/00  | Sven Vermant                   | 14    |
| 2000/01  | Gert Verheyen                  | 17    |
| 2001/02  | Rune Lange                     | 19    |
| 2002/03  | Gert Verheyen Sandy Martens    | 14    |
| 2003/04  | Gert Verheyen                  | 15    |
| 2004/05  | Rune Lange                     | 15    |
| 2005/06  | Boško Balaban                  | 13    |
| 2006/07  | Boško Balaban                  | 16    |
| 2007/08  | François Sterchele             | 11    |
| 2008/09  | Joseph Akpala                  | 15    |
| 2009/10* | Dorge Kouemaha                 | 16    |
| 2010/11  | Ivan Perišić                   | 22    |
| 2011/12  | Joseph Akpala                  | 15    |
| 2012/13  | Carlos Bacca                   | 25    |
| 2013/14  | Tom De Sutter                  | 12    |
| 2014/15  | José Izquierdo                 | 13    |
| 2015/16  | Abdoulay Diaby                 | 14    |
| 2016/17  | Jelle Vossen                   | 15    |

| Seizoen   | Topschutter          | Goals |
| --------- | -------------------- | ----- |
| 2017/18   | Abdoulay Diaby       | 15    |
| 2018/19   | Hans Vanaken         | 14    |
| 2019/20** | Hans Vanaken         | 13    |
| 2020/21   | Noa Lang             | 16    |
| 2021/22   | Charles De Ketelaere | 14    |
| 2022/23   | Ferran Jutglà        | 13    |
| 2023/24   | Igor Thiago          | 16    |
| 2024/25   | Christos Tzolis      | 16    |

* In 2010 scoorde Kouemaha 16 doelpunten, maar werd Romelu Lukaku officieel topschutter met 15 doelpunten. Dit kwam doordat enkel de doelpunten uit de reguliere competitie meetelden, en niet de goals die gescoord werden tijdens de play-offs. Een seizoen later werd die regel aangepast en werd er ook rekening gehouden met de doelpunten uit de play-offs. Ivan Perišić werd zo in extremis topschutter met 22 doelpunten.
** Het seizoen 2019/2020 werd vroegtijdig stop gezet wegens de COVID-19-pandemie.

## Beker van België
Hieronder staan de topschutters per seizoen gerangschikt. Het gaat enkel om de doelpunten die gemaakt werden in de Beker van België.
| Seizoen | Topschutter                                                             | Goals |
| ------- | ----------------------------------------------------------------------- | ----- |
| 1963/64 | Walter Loske                                                            | 2     |
| 1964/65 | Walter Loske                                                            | 3     |
| 1965/66 | Roland Haeyen                                                           | 2     |
| 1966/67 | Pierre Carteus                                                          | 2     |
| 1967/68 | Gilbert Bailliu                                                         | 4     |
| 1968/69 | Gilbert Bailliu                                                         | 3     |
| 1969/70 | Raoul Lambert                                                           | 10    |
| 1970/71 | Rob Rensenbrink                                                         | 5     |
| 1971/72 | Johny Thio Raoul Lambert                                                | 2     |
| 1972/73 | Johan Devrindt                                                          | 4     |
| 1973/74 | Ruud Geels                                                              | 2     |
| 1974/75 | Georges Leekens René Vandereycken Johny Thio Roger Van Gool Hans Aabech | 1     |
| 1975/76 | René Vandereycken                                                       | 6     |
| 1976/77 | Julien Cools                                                            | 6     |
| 1977/78 | René Vandereycken                                                       | 4     |
| 1978/79 | Jan Ceulemans                                                           | 9     |
| 1979/80 | Jan Ceulemans                                                           | 4     |
| 1980/81 | Paul Courant                                                            | 2     |
| 1981/82 | Jan Sörensen                                                            | 3     |
| 1982/83 | Jan Ceulemans                                                           | 6     |
| 1983/84 | Koen Sanders                                                            | 2     |
| 1984/85 | Jan Ceulemans René Verheyen                                             | 3     |
| 1985/86 | Jean-Pierre Papin Jan Ceulemans                                         | 7     |
| 1986/87 | Ronnie Rosenthal                                                        | 5     |
| 1987/88 | Kenneth Brylle                                                          | 5     |
| 1988/89 | Kenneth Brylle                                                          | 4     |
| 1989/90 | Frank Farina Jan Ceulemans                                              | 3     |

| Seizoen | Topschutter                                          | Goals |
| ------- | ---------------------------------------------------- | ----- |
| 1990/91 | Lorenzo Staelens                                     | 4     |
| 1991/92 | Daniel Amokachi                                      | 2     |
| 1992/93 | Foeke Booy                                           | 3     |
| 1993/94 | Gert Verheyen Stephan Van der Heyden                 | 3     |
| 1994/95 | Gert Verheyen                                        | 5     |
| 1995/96 | Mario Stanić                                         | 4     |
| 1996/97 | Nzelo Lembi                                          | 3     |
| 1997/98 | Gert Verheyen Khalilou Fadiga Gert Claessens         | 3     |
| 1998/99 | Sven Vermant Tjörven De Brul                         | 1     |
| 1999/00 | Nzelo Lembi                                          | 3     |
| 2000/01 | Nzelo Lembi                                          | 1     |
| 2001/02 | Josip Simic                                          | 8     |
| 2002/03 | Sandy Martens Tim Smolders Karel Geraerts Nastja Ceh | 2     |
| 2003/04 | Philippe Clement                                     | 4     |
| 2004/05 | Rune Lange                                           | 4     |
| 2005/06 | Manasseh Ishiaku                                     | 1     |
| 2006/07 | Boško Balaban                                        | 4     |
| 2007/08 | Jonathan Blondel                                     | 2     |
| 2008/09 | Philippe Clement                                     | 1     |
| 2009/10 | Daniël Chavez                                        | 2     |
| 2010/11 | Dorge Kouemaha                                       | 2     |
| 2011/12 | Björn Vleminckx                                      | 2     |
| 2012/13 | Jordi Figueras Björn Vleminckx Vadis Odjidja         | 1     |
| 2013/14 | Jesper Jørgensen                                     | 1     |
| 2014/15 | Tom De Sutter                                        | 4     |
| 2015/16 | Abdoulay Diaby                                       | 4     |

| Seizoen | Topschutter                                                         | Goals |
| ------- | ------------------------------------------------------------------- | ----- |
| 2016/17 | Ruud Vormer Felipe Gedoz Anthony Limbombe Hans Vanaken Jelle Vossen | 1     |
| 2017/18 | Emmanuel Dennis                                                     | 4     |
| 2018/19 |                                                                     | /     |
| 2019/20 | David Okereke                                                       | 2     |
| 2020/21 | Youssouph Badji                                                     | 3     |
| 2021/22 | Charles De Ketelaere                                                | 4     |
| 2022/23 | Noa Lang                                                            | 3     |
| 2023/24 | Andreas Skov Olsen                                                  | 5     |
| 2024/25 | Ferran Jutglà Joel Ordóñez Romeo Vermant                            | 2     |

## Europa
Hieronder staan de topschutters per seizoen gerangschikt. Het gaat enkel om de doelpunten die gemaakt werden in een Europese competitie.
| Seizoen | Topschutter                                                                           | Goals |
| ------- | ------------------------------------------------------------------------------------- | ----- |
| 1967/68 | Raoul Lambert                                                                         | 1     |
| 1968/69 | Raoul Lambert Gilbert Bailliu Johny Thio                                              | 1     |
| 1969/70 | Tom Turesson                                                                          | 4     |
| 1970/71 | Raoul Lambert Rob Rensenbrink Gilbert Marmenout Pierre Carteus                        | 2     |
| 1971/72 | Pierre Carteus                                                                        | 2     |
| 1972/73 | Johny Thio                                                                            | 3     |
| 1973/74 | Raoul Lambert                                                                         | 6     |
| 1974/75 | geen Europees voetbal                                                                 | /     |
| 1975/76 | Raoul Lambert                                                                         | 5     |
| 1976/77 | Raoul Lambert Paul Courant Julien Cools Roger Davies Ulrik Le Fevre Bernard Verheecke | 1     |
| 1977/78 | Roger Davies                                                                          | 4     |
| 1978/79 | Jan Ceulemans René Vandereycken Julien Cools                                          | 1     |
| 1979/80 | geen Europees voetbal                                                                 | /     |
| 1980/81 | Jan Ceulemans                                                                         | 1     |
| 1981/82 | Jan Sörensen Willy Wellens                                                            | 1     |
| 1982/83 | geen Europees voetbal                                                                 | /     |
| 1983/84 | /                                                                                     | 0     |
| 1984/85 | Jan Ceulemans Marc Degryse Birger Jensen                                              | 1     |
| 1985/86 | Jean-Pierre Papin                                                                     | 5     |
| 1986/87 | Ronnie Rosenthal Dennis van Wijk                                                      | 2     |
| 1987/88 | Kenneth Brylle                                                                        | 6     |
| 1988/89 | Kenneth Brylle Dimitri M'Buyu Dennis van Wijk Yves Audoor Alain Bettagno              | 1     |
| 1989/90 | Frank Farina Foeke Booy                                                               | 2     |

| Seizoen | Topschutter                                 | Goals |
| ------- | ------------------------------------------- | ----- |
| 1990/91 | Frank Farina Foeke Booy Lorenzo Staelens    | 1     |
| 1991/92 | Foeke Booy                                  | 3     |
| 1992/93 | Gert Verheyen                               | 4     |
| 1993/94 | geen Europees voetbal                       | /     |
| 1994/95 | Lorenzo Staelens                            | 3     |
| 1995/96 | Lorenzo Staelens Mario Stanić Robert Špehar | 1     |
| 1996/97 | Robert Špehar                               | 3     |
| 1997/98 | Nordin Jbari                                | 5     |
| 1998/99 | Sven Vermant Gert Claessens                 | 4     |
| 1999/00 | Edgaras Jankauskas                          | 4     |
| 2000/01 | Andrés Mendoza                              | 4     |
| 2001/02 | Gert Verheyen Sandy Martens                 | 5     |
| 2002/03 | Timmy Simons Andrés Mendoza Rune Lange      | 2     |
| 2003/04 | Rune Lange                                  | 3     |
| 2004/05 | Boško Balaban                               | 6     |
| 2005/06 | Boško Balaban Javier Portillo               | 3     |
| 2006/07 | Boško Balaban                               | 5     |
| 2007/08 | François Sterchele Philippe Clement         | 1     |
| 2008/09 | Wesley Sonck                                | 2     |
| 2009/10 | Ivan Perišić                                | 5     |
| 2010/11 | Carl Hoefkens                               | 3     |
| 2011/12 | Joseph Akpala                               | 7     |
| 2012/13 | Carlos Bacca                                | 3     |
| 2013/14 | Lior Refaelov Oscar Duarte Tom De Sutter    | 1     |
| 2014/15 | Lior Refaelov                               | 7     |
| 2015/16 | Thomas Meunier                              | 2     |
| 2016/17 | Jelle Vossen José Izquierdo                 | 1     |
| 2017/18 | Stefano Denswil                             | 2     |
| 2018/19 | Wesley Moraes                               | 3     |

| Seizoen | Topschutter                                 | Goals |
| ------- | ------------------------------------------- | ----- |
| 2019/20 | Hans Vanaken Emmanuel Dennis                | 4     |
| 2020/21 | Hans Vanaken                                | 3     |
| 2021/22 | Hans Vanaken                                | 3     |
| 2022/23 | Ferran Jutglà Kamal Sowah                   | 2     |
| 2023/24 | Hans Vanaken Andreas Skov Olsen Igor Thiago | 7     |
| 2024/25 | Chemsdine Talbi Ferran Jutglà               | 2     |